# Veyretella
Veyretella – rodzaj roślin z rodziny storczykowatych (Orchidaceae). Obejmuje 2 gatunki, które są endemitami Gabonu w Afryce.

## Systematyka
Rodzaj sklasyfikowany do podplemienia Orchidinae w plemieniu Orchideae, podrodzina storczykowe (Orchidoideae), rodzina storczykowate (Orchidaceae), rząd szparagowce (Asparagales) w obrębie roślin jednoliściennych.
Wykaz gatunków
- Veyretella flabellata Szlach., Marg. & Mytnik
- Veyretella hetaerioides (Summerh.) Szlach. & Olszewski